# DVD Identifier
DVD Identifier is een computerprogramma waarmee lege opneembare dvd's onderzocht kunnen worden, waardoor allerlei gegevens kunnen worden achterhaald. Zo is het bijvoorbeeld mogelijk om de mediacode te achterhalen, de mogelijke brandsnelheden, de fabriek waar de dvd is gemaakt en de maximale capaciteit. DVD Identifier werkt onder Windows 98 en hoger.